# Ascogaster detectus
Ascogaster detectus är en stekelart som beskrevs av Baker 1926. Ascogaster detectus ingår i släktet Ascogaster och familjen bracksteklar. Inga underarter finns listade.